# لانگه‌فین
لانگه‌فین (به هلندی: Langeveen) یک منطقهٔ مسکونی در هلند است که در توبرخن واقع شده‌است. لانگه‌فین ۱٬۲۷۲ نفر جمعیت دارد.